# Reseda fruticulosa
Reseda fruticulosa är en resedaväxtart som beskrevs av Carl von Linné. Reseda fruticulosa ingår i släktet resedor, och familjen resedaväxter. Inga underarter finns listade i Catalogue of Life.